# Trimming of Paradise Gulch
Pour plus de détails, voir Fiche technique et Distribution.
Trimming of Paradise Gulch est un film muet américain réalisé par Francis Boggs et sorti en 1910.

## Fiche technique
- Titre : Trimming of Paradise Gulch
- Réalisation : Francis Boggs
- Scénario :
- Photographie :
- Montage :
- Producteur : William Selig
- Société de production : Selig Polyscope Company
- Société de distribution : General Film Company
- Pays d'origine :  États-Unis
- Langue : film muet avec les intertitres en anglais
- Métrage : 300 mètres
- Format : Noir et blanc — 35 mm — 1,33:1 — Muet
- Genre : Western
- Durée : 10 minutes
- Dates de sortie : 
  -  États-Unis : 30 mai 1910

## Distribution
- Margarita Fischer
- Tom Mix